# Myrmarachne jugularis
Myrmarachne jugularis là một loài nhện trong họ Salticidae.
Loài này thuộc chi Myrmarachne. Myrmarachne jugularis được Eugène Simon miêu tả năm 1901.